# La derecha en la crisis del bicentenario
La derecha en la Crisis del Bicentenario es un ensayo del filósofo chileno Hugo Herrera, escrito en 2014, acerca de la crisis intelectual o ideológica en la que se encuentra la derecha chilena. 

## Descripción
La tesis del ensayo es que la derecha ha carecido de un discurso que dé orientación a la situación post-transición, y se halla anclada en el relato de Guerra Fría, combinación del pensamiento de Milton Friedman y las nociones del ideólogo de la dictadura militar, Jaime Guzmán.
El libro bosqueja además una propuesta para superar la crisis. Ante todo, propone una forma específicamente política –no sólo económica o moral- de comprendensión, que incorpore, de modo revitalizado, a las diversas tradiciones intelectuales de la derecha (liberal-laica, cristiano-liberal, socialcristiana y nacional-popular), así como la existencia de una mayor y más permanente apertura del sector a la realidad concreta. En una obra posterior, Octubre en Chile (Editorial Katankura, 2019), Herrera aborda el problema de la comprensión política, extendiendo el análisis a la derecha y a la izquierda.

## Gráfico de Herrera

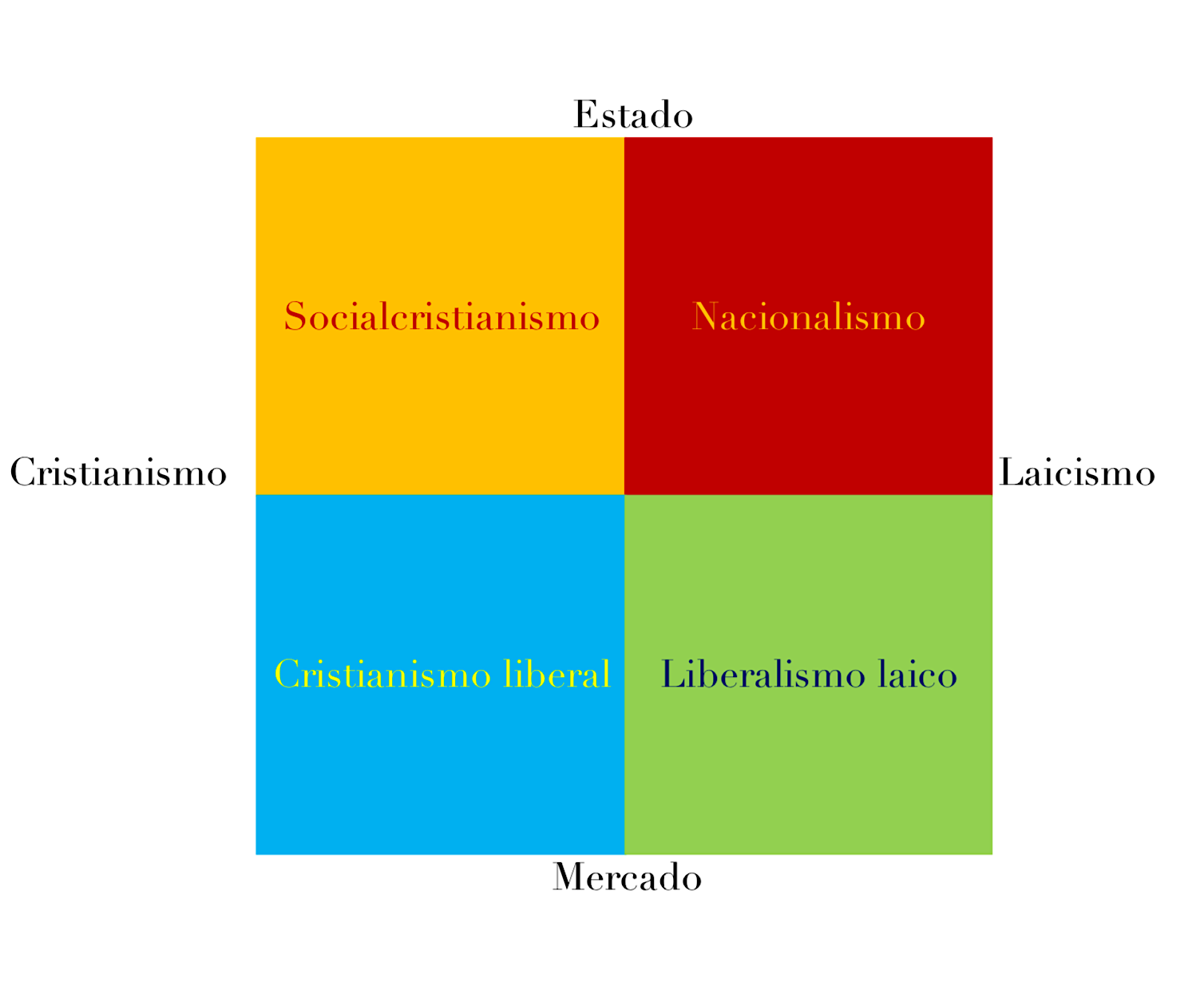
Gráfico de Herrera que clasifica específicamente a las Derechas; Fuente: La derecha en la crisis del bicentenario

El libro hace también una clasificación de las derechas, según dos ejes: uno que va desde el Estado al Mercado y otro que va desde una idea laica a otra cristiana de la sociedad. Se distingue así una derecha socialcristiana, una nacionalpopular, una liberal laica y una liberal cristiana.

## Sobre el libro
- Edición de Artes y Letras de El Mercurio dedicada al libro, incluye entrevistas a Joaquín Fermandois, Pablo Ortúzar, Axel Kaiser[3]
- Número de la revista Estudios Públicos, del Centro de Estudios Públicos, con tres artículos sobre el libro, de Renato Cristi, Joaquín Fermandois y Max Colodro[4]
- "Desde hace un tiempo, el profesor Hugo Herrera viene ejerciendo el incomprendido rol de conciencia crítica de la derecha chilena. Su consagración definitiva en ese papel va de la mano con la reciente publicación de La derecha en la Crisis del Bicentenario, un trabajo tan interesante como oportuno". Juan Ignacio Brito, "Oportuno y necesario", La Tercera, jueves 12/2/2015[5]
- "Hugo Herrera ha vuelto a valorar [la] dimensión pensante, no sólo agonal [del sector], en La derecha en la crisis del bicentenario (UDP, 2014), que ojalá su público natural se digne a leer". Alfredo Jocelyn-Holt Letelier, "El desfonde", La Tercera, sábado 14/2/2015.[6]
- "En su libro La derecha en la crisis del bicentenario, el profesor Hugo Herrera señala que esta crisis [de la derecha] es sobre todo intelectual. La derecha llevaría un buen tiempo sin pensar y esto se vería reflejado en la disociación que existe entre la simpleza de sus propuestas y las necesidades de la ciudadanía. El profesor señala que si la derecha no reflexiona sobre las ideas que históricamente la han definido y propone un proyecto para el presente -lo que supone, además, conocer la realidad social del país- no es posible que salga de su crisis". Cristóbal Aguilera, "Crisis de la derecha".[7]
- Harald Beyer, "El nuevo paradigma de la derecha", La Segunda, 23/1/2015.[8]
- Marcel Oppliger, "El poder del poder", El Mostrador, 18/2/2015.[9]
- Hermógenes Pérez de Arce, "Ser de derecha".[10]
- Valentina Verbal, "Derecha Política en Chile".[11]
- Fabián Bustamante Olguín, "Reseña Revista Historia y Geografía, N°32/2015 • 147-151".[12]